# Robot công nghiệp
Robot công nghiệp là robot được sử dụng trong sản xuất công nghiệp. Robot công nghiệp là loại tự động, có thể lập trình và có khả năng di chuyển trên hai hoặc nhiều trục .
Các ứng dụng điển hình của robot bao gồm hàn, sơn, lắp ráp, chọn và đặt các linh kiện điện tử lên bảng mạch in, làm bao bì và dán nhãn, pallet, kiểm tra sản phẩm và thử nghiệm. Tất cả các thao tác được thực hiện với độ bền cao, tốc độ và độ chính xác cao. Mặt khác chúng có thể hỗ trợ xử lý vật liệu.
Theo Liên đoàn Robot học Quốc tế (IFR, International Federation of Robotics) ước tính năm 2015 có khoảng 1,64 triệu robot công nghiệp đang hoạt động trên toàn thế giới .